# Elizalde Super Dragón
El motor Elizalde Super Dragón, va ser l'últim de la sèrie de motors Dragón, fabricats per l'empresa Elizalde.
Tots ells tenen característiques en comú com l'arquitectura (motors en estrella), i les culates de bronze, patentades per Arturo Elizalde.

## Història
Aquest motor no es va començar a dissenyar fins al 1933, i estava a punt el 1936, però durant la guerra civil espanyola, va ser destruït amb tota la documentació.
Era molt semblant al Dragón IX (mateixa arquitectura i mateix nombre de cilindres), però més potent i amb reducció. La seva potència va arribar fins als 600 CV.
Es varen preveure diverses variants, com el Super Dragón MR, de 700 CV, i el Super Dragón CR, de 750 CV. Aquest últim va servir de base pel posterior Beta.